# Normand Laliberté
 (mars 2018).
Si vous disposez d'ouvrages ou d'articles de référence ou si vous connaissez des sites web de qualité traitant du thème abordé ici, merci de compléter l'article en donnant les références utiles à sa vérifiabilité et en les liant à la section « Notes et références ».
Normand Laliberté est un homme politique du Québec.
Il a commencé sa carrière dans le monde de l'enseignement, puis a été tour à tour directeur adjoint à la Polyvalente de Thetford Mines, puis directeur du Centre de formation professionnelle Le Tremplin et directeur général de la Commission scolaire de Thetford Mines. Il a été élu à la mairie lors d'élections municipales en 2003. En devenant maire de Thetford Mines, il succédait à Laurent Lessard qui faisait ses débuts en politique provinciale sous la bannière du Parti libéral du Québec.
Il se représente pour l'obtention d'un deuxième mandat en 2006. Cependant, il subira une défaite électorale le 5 novembre 2006, laissant sa place à Luc Berthold.